# キャシー・リナルディ
キャシー・リナルディ（Kathy Rinaldi、1967年3月24日 - ）は、アメリカ合衆国・フロリダ州スチュアート出身の元女子プロテニス選手。
1980年代にアメリカを代表する女子選手のひとりとして活動し、早熟選手として高い人気を持っていた。キャリアの後半には、ジル・ヘザリントン（カナダ）とのダブルスで多くの好成績を出した。自己最高ランキングはシングルス7位、ダブルス13位。身長168cm、体重55kg。右利き、バックハンド・ストロークは両手打ち。

## 来歴
リナルディは1981年、14歳の時に全仏オープンでいきなりベスト8に進出し、女子テニス界に鮮烈なデビューを飾った。準々決勝でハナ・マンドリコワに敗れた時、リナルディは「14歳63日」であった。続くウィンブルドンでも「14歳92日」で初戦を突破し、ここでも当時の史上最年少記録を樹立した。どちらの記録も、9年後の1990年にジェニファー・カプリアティによって破られるまで、テニス界のギネスブックに掲載されていた。その後、リナルディは14歳132日でプロテニス選手になる。同年の秋に、日本の京都で開かれた「ボーデン・クラシック」でプロ初優勝を果たす。1980年代初頭は、女子テニス選手の低年齢化が加速した時代であった。1979年全米オープンで「16歳9ヶ月」の史上最年少優勝記録を樹立したトレーシー・オースチンの後に続き、リナルディやアンドレア・イエガーなどが早い成功を収め、当時のテニス・ジャーナリズムを賑わせるようになった。
1982年、リナルディは2つの大会で準優勝し、全米オープンでアンドレア・イエガーとの4回戦に進出する。彼女のテニス経歴のハイライトは、1985年ウィンブルドンで訪れた。18歳になったリナルディは、この大会で4大大会シングルス自己最高成績となるベスト4進出を決めた。初進出の準決勝では、第1シードのクリス・エバートが 6-2, 6-0 でリナルディを突き放した。同年8月、リナルディはアメリカ・ニュージャージー州の「ユナイテッド・ジャージー」大会の決勝戦でシュテフィ・グラフを 6-4, 3-6, 6-4 で破り、ツアー2勝目を挙げた。その後、全米オープンではジーナ・ガリソンと女子ダブルスのペアを組み、クラウディア・コーデ＝キルシュ&ヘレナ・スコバ組との準決勝まで進出する。1986年は全仏オープンで5年ぶり2度目のベスト8進出があった。
しかし、早熟選手としてのリナルディの全盛時代はあまり長く続かなかった。1986年11月の「バージニア・スリムズ・オブ・アーカンソー」大会の優勝を最後に、彼女はWTAツアーのシングルス優勝から遠ざかる。1987年全仏オープンで右手親指を骨折した彼女は、3回戦でナタリー・トージア（フランス）に敗れた試合の後、11ヶ月の戦線離脱を経験した。このブランクの間に、女子テニス界は世代交代期を迎える。長年女子の頂点に君臨したクリス・エバートとマルチナ・ナブラチロワの2強豪の時代が終わり、シュテフィ・グラフが1987年8月から世界ランキング1位の座についた。ようやく1988年5月からツアーに復帰したリナルディだが、早熟な天才少女だった頃の面影は失われ、その後の4大大会シングルスでは1・2回戦止まりに後退した。
キャシー・リナルディは1990年夏から、カナダのジル・ヘザリントンとのダブルスに活路を見いだした。1991年、リナルディとヘザリントンは全豪オープン女子ダブルスでベスト4に入り、女子ツアーでダブルス年間2勝を挙げた。ヘザリントンとは1993年までパートナーを組み続けたが、10大会で準優勝がある。1993年12月11日、リナルディは高校時代からの恋人だったブラッド・スタンケル（Brad Stunkel）と結婚し、その後は2つの姓を併用して「キャシー・リナルディ・スタンケル」（Kathy Rinaldi Stunkel）と名乗った。息子が生まれた後、リナルディ・スタンケルは母親の選手としても活躍した。1997年全米オープンの女子ダブルス1回戦では、ヘザリントンとのペアで、ビーナスとセリーナのウィリアムズ姉妹組を破ったこともある。早熟天才少女から母親の選手へ、息の長いキャリアを送ったキャシー・リナルディ・スタンケルは、1998年4月に31歳で現役を引退した。
リナルディは2017年よりフェドカップアメリカ合衆国代表の監督に就任した。就任1年目の2017年大会の決勝でベラルーシを 3–2 で破り17年ぶりの優勝に導いた。